# ایمسبوتل (کوارتر)
ایمسبوتل (به آلمانی: Hamburg-Eimsbüttel) یک منطقهٔ مسکونی در آلمان است که در ایمسبوتل واقع شده‌است. ایمسبوتل ۵۴٬۷۰۲ نفر جمعیت دارد.